# لواء الجبل
لواء الجبل هو فصيل مسلح درزي يتمركز بالأساس في محافظة السويداء في جنوب سوريا. تأسس لواء الجبل أثناء الحرب الأهلية السورية، وشارك في عمليات عسكرية مختلفة ولعب دوراً بارزاً في ديناميكيات الأمن الإقليمي. وقد جذبت أنشطته وقيادته انتباهاً محلياً ودولياً.

## نشأته
نشأ لواء الجبل في خضم انقسام الصراع السوري. وعكس تشكيله جهوداً محلية لفرض السيطرة وحماية المجتمعات في محافظة السويداء ذات الأغلبية الدرزية. وفي حين هدف الفصيل في البداية إلى الدفاع عن المجتمع، فقد شارك أيضاً في هجمات ضد كل من قوات المعارضة والحكومة، حسب التحالفات المتغيرة للصراع.

## نشاطه
نفذ لواء الجبل عمليات عسكرية ضد قوات المعارضة، وهجمات صاروخية على مقرات النظام. كما شارك في قمع المعارضة داخل السويداء، مما عكس تحالفه مع القوات الحكومية في بعض الحالات.

## القيادة
كانت قيادة الفصيل بمثابة نقطة محورية للنزاعات المحلية والإقليمية. اغتيل مرهج الجرماني، أحد أبرز قادة اللواء، في تموز 2024 في منزله في السويداء. وقد أبرزت وفاته الموقف الهش الذي يعيشه قادة الفصائل والديناميكيات المتقلبة في المنطقة.

## العلاقات مع الفصائل الأخرى
تباينت علاقات لواء الجبل مع الفصائل الأخرى بمرور الوقت. فبينما كان متحالفاً في البداية مع فصائل الدفاع المحلية، فقد تعاون أيضاً مع القوات الموالية للنظام. ومع ذلك، أدت صراعات القوة الداخلية وتحول الولاءات في بعض الأحيان إلى توترات داخل المجتمع المحلي.